# Campeonato Panamericano de Wushu
El Campeonato Panamericano de Wushu (Inglese: Pan American Wushu Championships) es un campeonato organizada por el Federación Panamericana de Wushu (Inglese: Pan American Wushu Federation), una federación continental de la Federación Internacional de Wushu, para los deportes de wushu taolu y sanda (sanshou).

## Campeonatos
Pan American Wushu Championships
| Edition | Year | Host City, Country          |
| 1       | 1996 | Buenos Aires, Argentina     |
| 2       | 1998 | Toronto, Canadá             |
| 3       | 2000 | Manaus, Brasil              |
| 4       | 2002 | Mérida, Venezuela           |
| 5       | 2004 | Baltimore, Estados Unidos   |
| 6       | 2006 | Toronto, Canadá             |
| 7       | 2008 | São Paulo, Brasil           |
| 8       | 2010 | Buenos Aires, Argentina     |
| 9       | 2012 | Monterrey, México           |
| 10      | 2014 | San José, Costa Rica        |
| 11      | 2016 | Lubbock, Estados Unidos     |
| 12      | 2018 | Asunción, Paraguay          |
| 13      | 2022 | Brasilia, Brasil            |
| 14      | 2024 | Santa Clara, Estados Unidos |

## Historia
En el Campeonato Mundial de Wushu de 1995 en Baltimore, Estados Unidos, el Federación Panamericana de Wushu (PAWF) fue fundada por el United States of America Wushu Kungfu Federation (USAWKF) entre los equipos de América del Norte y del Sur. Un año después, la primera competencia fue organizada en Buenos Aires, Argentina.
Debido a la Pandemia de COVID-19, la competencia para 2020 en Brasilia, Brasil, fue cancelada y se fue movida a 2022.